# Klytia (Geliebte des Apollon)

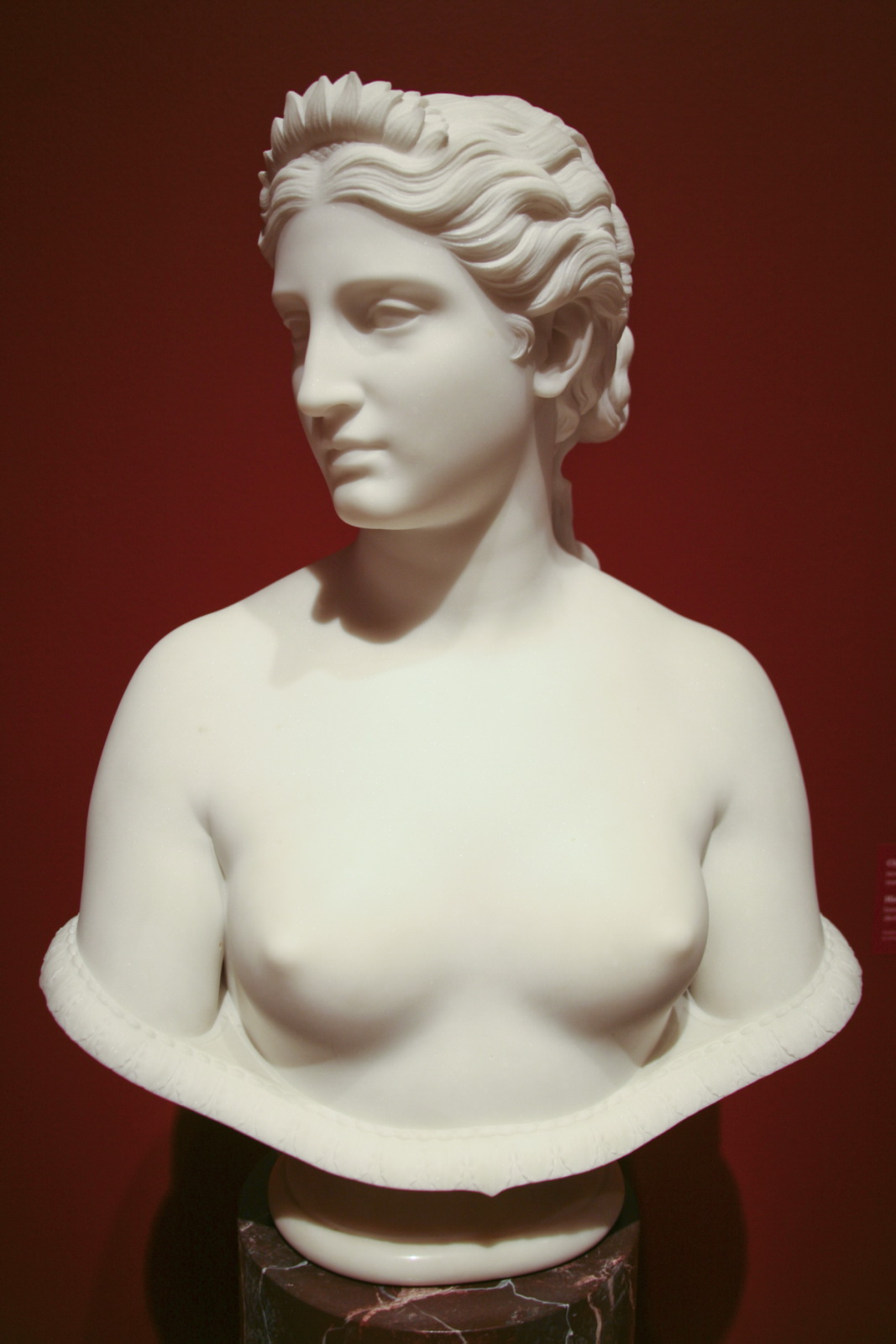
Klytia (modelliert von Hiram Powers um 1867)

Klytia (altgriechisch Κλυτία Klytía, auch Klytie, lateinisch Clytia) ist in der griechischen Mythologie die Geliebte des Apollon. Klytia taucht mit einer eigenen Geschichte erstmals bei dem römischen Dichter Ovid auf. Einem griechisch schreibenden Anonymus unbekannter Zeitstellung zufolge war sie Tochter des Königs Orchomenos, der mit dem Orchamos ihrer bei Ovid überlieferten Erzählung zu identifizieren ist.
Möglicherweise wurde ihr Name von der gleichnamigen Tochter des Okeanos übernommen, sofern sie nicht mit dieser identisch zu denken ist.

## Clytia bei Ovid
Der römische Dichter Ovid erwähnt Clytia in seinem 4. Buch der Metamorphosen: Apollon habe die von ihm zuvor geliebte Clytia verschmäht und sich Leukothoe, der Tochter des Königs Orchamos und der Eurynome, zugewandt. Die eifersüchtige Clytia unterrichtete den strengen Vater Orchamos über die Affäre seiner Tochter. Um die Schande zu tilgen, ließ Orchamos seine Tochter Leukothoe bei lebendigem Leibe begraben. Danach suchte Clytia wiederum Apollons Liebe zu gewinnen; aber dessen Herz war gegen sie wegen des Verrats verhärtet. Daraufhin setzte sich Clytia nackt auf einen Felsen nieder, aß und trank nichts, starrte in die Sonne und beklagte ihr Unglück. Nach neun Tagen verwandelte sich ihr Herzeleid in gelbe und braune Farben; sie wurde zu einer „Sonnenblume“, die ihre Blüte stets nach Apollons Sonnenwagen dreht.

## Wissenschaftlicher Hintergrund
Da die heutigen Sonnenblumen der Gattung Helianthus erst 1530 aus Amerika eingeführt wurden und in der Antike unbekannt waren, meint die Ovidsche Erzählung eine andere Pflanzengattung. Allerdings bleibt ungewiss, ob Ovid überhaupt eine bestimmte Pflanze vor Augen hatte. Ovid schreibt, Klytia habe sich teils in ein ‚blutleeres Kraut‘ (exsangues […] in herbas) verwandelt, hätte einen roten Teil gehabt und das Gesicht mit einer dem ‚Veilchen äußerst ähnlichen‘ Blume (violaeque simillimus […] flos) bedeckt. Zu den Pflanzen, die man aufgrund dieser Beschreibung mit der Verwandlung Klytias in Verbindung bringen wollte, zählen Arten der Sonnenwende, deren Name wörtlich aus dem griechischen Heliotropion übersetzt ist, weil sie sich auffällig nach dem Sonnenlauf dreht. Zudem werden das rote Sonnenröschen, das Alpenveilchen, vor allem aber die Wegwarte in diesem Zusammenhang genannt.

## Literatur

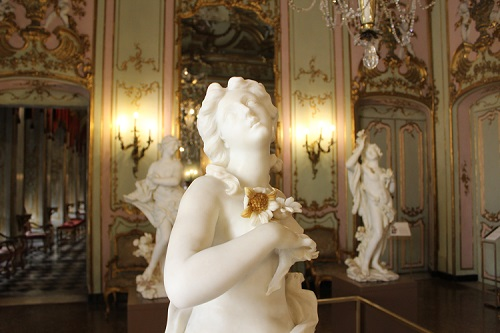
Filippo Parodi: Klytia, Marmorskulptur

## Marmorbüste
Im Britischen Museum zu London befindet sich eine antike weibliche Büste aus Marmor, die im 19. Jahrhundert durch Nachbildungen sehr populär wurde. Weil man glaubte, der Kranz, aus dem die Büste herauswächst, setze sich aus Blütenblättern der Sonnenblume zusammen, erhielt die Skulptur den Namen Klytias, der nach Ovid in eine Sonnenblume verwandelten Verehrerin Apollons. Vermutet wurde auch, dass es sich um eine Porträtbüste aus römischer Zeit handeln könne, die entweder Antonia minor, die Tochter des Marcus Antonius und der Octavia Minor, oder Agrippina maior zeigt. Der Archäologe Stefan Lehmann kommt in einer Untersuchung des Jahres 2016 zu dem Ergebnis, dass es sich bei der Marmorbüste um ein Werk aus dem 18. Jahrhundert handelt, das möglicherweise aus der Hand des englischen Bildhauers Joseph Nollekens (1737–1823) stammt.